# 17547 Nestebovelli
17547 Nestebovelli este o planetă minoră (asteroid), cu un diametru de 2,96 km, din centura de asteroizi. A fost descoperită pe 21 septembrie 1993 la Stroncone de Antonio Vagnozzi⁠(d). 
Obiectul prezintă o orbită caracterizată de o semiaxă mare de 2,3358023 UAi, o excentricitate de 0,16, o înclinație de 1,94924 ° în raport cu ecliptica.